# Sielsowiet Azdzielina
Sielsowiet Azdzielina (biał. Аздзелінскі сельсавет, ros. Азделинский сельсовет) – sielsowiet na Białorusi, w obwodzie homelskim, w rejonie homelskim, z siedzibą w Azdzielinie.

## Demografia
Według spisu z 2009 sielsowiet Azdzielina zamieszkiwało 1161 osób, w tym 1074 Białorusinów (92,51%), 58 Rosjan (5,00%), 11 Ukraińców (0,95%), 16 osób innych narodowości i 2 osoby, które nie podały żadnej narodowości.

## Geografia
Sielsowiet położony jest na północy rejonu homelskiego, przy granicy z rejonem budzkim. Przebiega przez niego droga magistralna M8.

## Miejscowości
- agromiasteczko:
  - Azdzielina
- wsie:
  - Paudniowaja
  - Rahi
- osiedla:
  - Apanasauka
  - Buk
  - Maniejeu
  - Moładź
  - Piatrou
  - Prywolle 1
  - Prywolle 2
  - Zialony Haj
  - Zialony Sad
  - Zialony Wostrau